# Hohmann-Transfer

Die Hohmann-Bahn (gelb) verbindet zwei Kreisbahnen, z. B. eine erdnahe Bahn (grün,) mit dem geostationären Orbit (rot,, nicht maßstäblich).

Der Hohmann-Transfer ist ein energetisch günstiger Übergang zwischen zwei Bahnen um einen dominierenden Himmelskörper. Die Transfer-Ellipse (Hohmann-Bahn) verläuft sowohl zur Ausgangsbahn als auch zur Zielbahn tangential; dort ist jeweils ein Kraftstoß nötig, um die Geschwindigkeit anzupassen. Eine solche Skizze findet sich bereits um 1911 bei Ziolkowski. 1925 wurde dieser Transfer von Walter Hohmann als optimal angesehen. Für koplanare, kreisförmige Ausgangs- und Zielbahnen mit einem Radiusverhältnis unter 11,94 ist er das auch, für extremere Verhältnisse und stark gegeneinander geneigte oder gar gegenläufige Bahnen ist ein bi-elliptischer Transfer energetisch günstiger.
Den idealisierenden Voraussetzungen nahe kommt die Aufgabe, Satelliten aus einer erdnahen in eine geostationäre Umlaufbahn zu bringen, siehe geostationäre Transferbahn. Für Flüge zum Mond oder benachbarten Planeten ist die Zentralfeld-Näherung weniger gut – mit Swing-by-Manövern und zeitraubenden Umwegen lässt sich gegenüber dem analytisch gefundenen Hohmann-Transfer Treibstoff sparen.

## Berechnung am Beispiel des Transfers auf die geostationäre Bahn
Um Satelliten geostationär zu positionieren, werden diese oft zunächst auf eine kreisförmige, niedrige Umlaufbahn gebracht, Low Earth Orbit (LEO), siehe (1) in der Grafik. Ein erster Kraftstoß ({\displaystyle \Delta v_{e}}) bringt den Satelliten auf die elliptische Hohmann-Bahn (2), deren Apogäum im Bereich des Zielorbits (3) liegt. Dort erhöht ein weiterer Kraftstoß ({\displaystyle \Delta v_{a}}) auch das Perigäum der Bahn, die damit wieder kreisförmig ist.

### Geschwindigkeiten

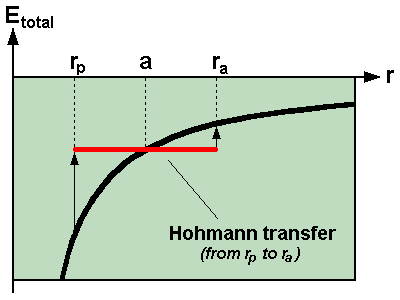
Gesamtenergie-Bilanz beim Hohmann-Übergang zwischen zwei Kreisbahnen mit dem Anfangsradius und dem Endradius. Die schwarze Linie gibt die Energie für Kreisbahnen mit dem jeweiligen Radius an.

Nach der Vis-Viva-Gleichung beträgt die Geschwindigkeit v(r) eines Körpers am Ort r auf einer Ellipsenbahn mit der großen Halbachse a um die Erde:
(1) {\displaystyle v={\sqrt {\mu \cdot \left({\frac {2}{r}}-{\frac {1}{a}}\right)}}}
mit {\displaystyle \mu =(m+M)\cdot \gamma \approx M\cdot \gamma }, wobei {\displaystyle m} die Satellitenmasse, {\displaystyle M} die Erdmasse und {\displaystyle \gamma } die Gravitationskonstante sind. Bezeichnen {\displaystyle r_{\mathrm {e} }} den Perigäums- bzw. LEO-Radius, {\displaystyle r_{\mathrm {a} }} den Apogäums- bzw. GEO-Radius und {\displaystyle a={\frac {r_{\mathrm {e} }+r_{\mathrm {a} }}{2}}} die große Halbachse der Transferellipse, so gelten für die Ausgangsgeschwindigkeit vLEO, Perigäumsgeschwindigkeit ve, Apogäumsgeschwindigkeit va sowie Endgeschwindigkeit vGEO die folgenden Gleichungen:
(2) {\displaystyle v_{\mathrm {LEO} }={\sqrt {\frac {\mu }{r_{\mathrm {e} }}}}}
(3) {\displaystyle v_{\mathrm {e} }={\sqrt {\mu \cdot \left({\frac {2}{r_{e}}}-{\frac {1}{a}}\right)}}>v_{\mathrm {LEO} }}
(4) {\displaystyle v_{\mathrm {a} }={\sqrt {\mu \cdot \left({\frac {2}{r_{a}}}-{\frac {1}{a}}\right)}}<v_{\mathrm {GEO} }}
(5) {\displaystyle v_{\mathrm {GEO} }={\sqrt {\frac {\mu }{r_{\mathrm {a} }}}}}.

### Zahlen
Folgende Werte seien gegeben:
{\displaystyle r_{\mathrm {LEO} }=r_{\mathrm {e} }=6.678\,\mathrm {km} }
gemessen vom Erdmittelpunkt bei einer Anfangsflughöhe von 300 km
{\displaystyle r_{\mathrm {a} }=r_{\mathrm {GEO} }=42.164\,\mathrm {km} }
{\displaystyle \mu =398.600\,\mathrm {km} ^{3}/\mathrm {s} ^{2}}
Dann betragen die gemäß obigen Gleichungen berechneten Bahngeschwindigkeiten:
(6) {\displaystyle v_{\mathrm {LEO} }=7{,}73\,\mathrm {km} /\mathrm {s} }
(7) {\displaystyle v_{\mathrm {e} }=10{,}15\,\mathrm {km} /\mathrm {s} }
(8) {\displaystyle v_{\mathrm {a} }=1{,}6\,\mathrm {km} /\mathrm {s} }
(9) {\displaystyle v_{\mathrm {GEO} }=3{,}07\,\mathrm {km} /\mathrm {s} }
Daraus ergeben sich die beiden benötigten Geschwindigkeitsänderungen.
Für den Übergang vom LEO zur Transferellipse: {\displaystyle \Delta v_{e}=v_{\mathrm {e} }-v_{\mathrm {LEO} }=2{,}47\,\mathrm {km} /\mathrm {s} }
Für den Übergang von der Transferellipse zum GEO: {\displaystyle \Delta v_{a}=v_{\mathrm {GEO} }-v_{\mathrm {a} }=1{,}46\,\mathrm {km} /\mathrm {s} }

## Energieaufwand in Abhängigkeit vom Radiusverhältnis

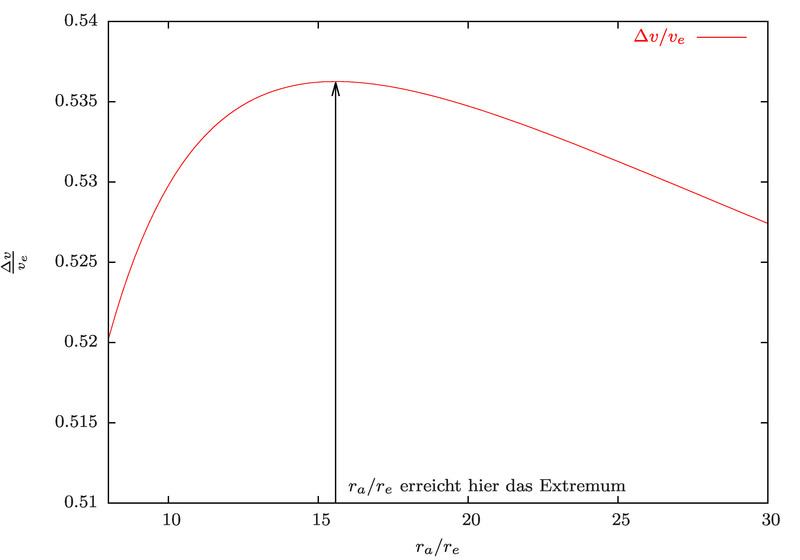
Die für den Hohmann-Transfer nötige Geschwindigkeitsänderung in Abhängigkeit vom Geschwindigkeitsverhältnis von Ausgangs- und Zielorbit

Die Ellipse des Hohmann-Transfers wird durch die Geschwindigkeiten der Ausgangs- und Zielkreisbahn beschrieben. Um von einer Ausgangskreisbahn {\displaystyle r_{e}} in die Ellipse überzugehen sowie am Ziel wieder in eine Kreisbahn {\displaystyle r_{a}} zu gelangen, sind zwei Impulsstöße bzw. zwei Geschwindigkeitsänderungen {\displaystyle \Delta v_{e}}, {\displaystyle \Delta v_{a}} notwendig. Zur Betrachtung des benötigten Energieaufwandes kann dann auch noch die gesamte Differenz {\displaystyle \Delta {v}=\Delta {v}_{a}+\Delta {v}_{e}} betrachtet werden. Die Transferellipse ist durch die Halbachse
{\displaystyle {\frac {r_{a}+r_{e}}{2}}{\text{ mit }}r_{a}>r_{e}>0}
beschrieben.
{\displaystyle \Delta v_{e}=v_{e}\left({\sqrt {\frac {2r_{a}}{r_{e}+r_{a}}}}-1\right)},
{\displaystyle \Delta v_{a}=v_{a}\left(1-{\sqrt {\frac {2r_{e}}{r_{a}+r_{e}}}}\right)}
Zur weiteren Diskussion ist es zweckmäßig, die dimensionslose Größe
{\displaystyle {\frac {\Delta {v}}{v_{e}}}={\frac {\Delta {v}_{e}}{v_{e}}}+{\frac {\Delta {v}_{a}}{v_{e}}}={\frac {\Delta {v}_{e}}{v_{e}}}+{\sqrt {\frac {r_{e}}{r_{a}}}}{\frac {\Delta {v}_{a}}{v_{a}}}}
zu betrachten. Mit der Hilfsgröße {\displaystyle R={\frac {r_{a}}{r_{e}}}>0} ergibt sich dann:
{\displaystyle {\frac {\Delta {v}}{v_{e}}}=\left(1-{\frac {1}{R}}\right)\left({\frac {2R}{1+R}}\right)^{\frac {1}{2}}+\left({\frac {1}{R}}\right)^{\frac {1}{2}}-1}
Wann sich der Hohmann-Transfer als brauchbar erweist, lässt sich durch genauere Diskussion der Geschwindigkeitsänderung ermitteln. Durch Ableitung und Gleichsetzung mit Null kann ein Extremwert der vorgenannten Formel ermittelt werden:
{\displaystyle {\frac {d(\Delta {v}/v_{e})}{dR}}={\frac {1}{R^{2}}}\left[{\frac {2R}{1+R}}\right]^{\frac {1}{2}}+{\frac {R-1}{R(1+R)^{2}}}\left[{\frac {2R}{1+R}}\right]^{-{\frac {1}{2}}}-{\frac {1}{2R^{\frac {3}{2}}}}=0}
{\displaystyle \Leftrightarrow R^{3}-15R^{2}-9R-1=0}
Die einzige sinnvolle Lösung ergibt sich für {\displaystyle R=15{,}582}.
Das Verhältnis {\displaystyle r_{a}/r_{e}} für ein Maximum
ist also durch den Zusammenhang:
{\displaystyle r_{e}\cdot 15{,}582=r_{a}} gegeben. Weiter ist die Ableitung für jedes
{\displaystyle R>15{,}582}
streng monoton steigend. D. h., dass sich für jedes größere Verhältnis {\displaystyle r_{a}/r_{e}} der Energieaufwand wieder verringert.

## Beispiel

### Transferbahn zum Mars

Transfer Erde→Mars mit 1 Erd-Umlaufbahn (türkis), 2 Hohmann-Transfer-Ellipse (gelb) und 3 Mars-Umlaufbahn (rot)

Der Mars ist der Erde in Oppositionsstellung am nächsten. Ein Raumschiff oder eine Raumsonde kann diese geometrische Nähe aber nur unter hohem Aufwand nutzen, da in diesem Fall gegen die Bahnbewegung der Erde angeflogen werden müsste.
Nach Hohmann dagegen ist der energetisch günstigste Transfer derjenige, bei dem das Raumfahrzeug den Mars in Konjunktion zu der Position der Erde erreicht, von der aus es gestartet ist. In der Abbildung links umkreist das Raumfahrzeug zunächst die Erde (blaue Umlaufbahn 1), wechselt dann am in der Abbildung unteren Schnittpunkt (von 1 mit 2) durch einen Schubimpuls zum Transfer via der elliptischen Hohmann-Bahn (gelbe Transferbahn 2), bis sie am in der Abbildung oberen Schnittpunkt (von 2 mit 3) den Mars erreicht, um durch einen weiteren Schubimpuls nun diesen zu umkreisen (rote Umlaufbahn 3). Dabei grenzt die Transferellipse in den beiden Positionen auf der Hauptachse jeweils tangential an die Umlaufbahn der Erde bzw. an die vom Mars und die Sonne steht in einem ihrer Brennpunkte. Daher ist die doppelte große Halbachse der Transferellipse die Summe der Entfernungen von der Erde zur Sonne und von der Sonne zum Mars. Daraus ergibt sich nach dem dritten Keplerschen Gesetz eine halbe Umlaufzeit von achteinhalb Monaten.

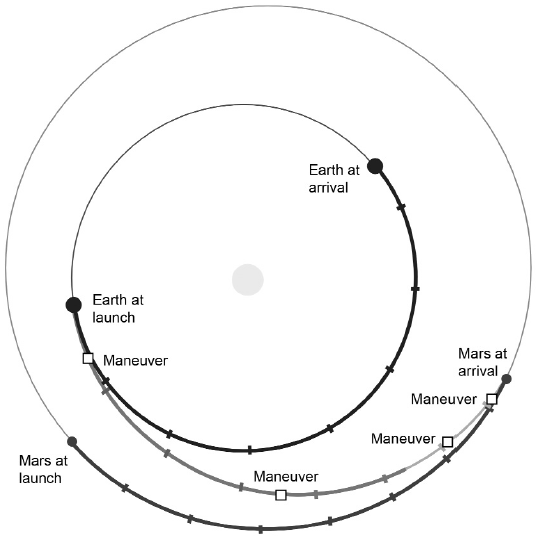
Transferbahn einer Mars-Sonde

Das Bild rechts zeigt die Transferbahn des Mars Reconnaissance Orbiters, die zwar einen höheren Energieaufwand als die Hohmann-Bahn erfordert (die Übergangsbahn führt über die Marsbahn hinaus), dafür dauert die Reisezeit allerdings nur sieben Monate.

## Weak Stability Boundary
Soll der Zielplanet mit einer möglichst geringen Geschwindigkeit angeflogen werden, bietet das sogenannte Weak-Stability-Boundary-Verfahren einen weiteren Energiegewinn. Die Sonde wird abgebremst, indem
sie entlang von Librationspunkten manövriert wird. Eine erste brauchbare Bahnberechnung erfolgte 1986. Die ESA-Sonde SMART-1 näherte sich nach dieser Methode dem Mond.